# سيناكي
سيناكي (بالجورجية:სენაკი;بالمرغلانية:სანაკი) هي مدينة تقع في سامغريلو زيمو سفانيتي غرب جورجيا.

## أحداث سنوية

### أجريسوبا
أجريسوبا (بالجورجية:ეგრისობა) هو حدث سنوي رئيسي ومهرجان العام في سيناكي. يتم الاحتفال به في الغالب في منتصف الخريف. أقيم أجريسوبا أول مرة في عام 1989 ثم أعيد إقامته في عام 2014.